# بوسيني
 بوسينيي، (بالإنجليزية: Bucine)‏، هي بلدية في مقاطعة أريتسو، في إقليم توسكانا الإيطالي، وتقع على بعد حوالي 45 كيلومترًا (28 ميلًا) جنوب شرق فلورنسا، وحوالي 20 كم (12 ميلًا) إلى الغرب من أريتسو.

## السكان
في سنة 1861 بلغ عدد السكان 6٬851 نسمة، وتطور العدد ليصل في سنة 2011 لـ 10٬033 نسمة.
يظهر هذا المخطط البياني تطور النمو السكاني لـ بوسيني